# Johannes von Mikulicz-Radecki
Johannes von Mikulicz-Radecki (Czernowitz, 16 maggio 1850 – Breslavia, 14 giugno 1905) è stato un chirurgo austriaco, dedicatosi principalmente all'endoscopia gastrointestinale e allo sviluppo delle tecniche antisettiche.

## Biografia

### L'infanzia e l'adolescenza
Jan Mikulicz nasce nel 1850, nel mezzo degli anni turbolenti di riforme politiche europee. Proveniente da una famiglia multiculturale, egli è il quarto dei cinque figli avuti dal padre, Andreas Mikulicz, dal secondo matrimonio. Il giovane Mikulicz conosce già benissimo molte lingue, impara da autodidatta a suonare l'organo e frequenta al Conservatorio di Vienna il corso di pianoforte. È proprio a Vienna -in quegli anni uno dei centri medici internazionali di maggiore eccellenza- che inizia i suoi studi medici universitari, nonostante la disapprovazione del padre, che immaginava per il proprio figlio una carriera diplomatica. Così il giovane Jan, non potendo più usufruire del finanziamento economico del padre, inizia a guadagnarsi da vivere tenendo lezioni di pianoforte fino a quando non ottiene una borsa di studio.

### Descrizione fisica
Mikulicz viene descritto da un suo assistente come piuttosto basso, magro, con occhi azzurri e con una vistosa scottatura. Dall'andatura sciolta, con i piedi rivolti all'esterno, aveva un tic facciale e un accento provinciale. Era un uomo introverso e mancava di senso dell'umorismo.

### Vita privata
Nel 1879 Mikulicz sposa una sua allieva di pianoforte, l'austriaca Henriette Pacher: la coppia ha sei figli, che vengono cresciuti secondo le tradizioni tedesche del tempo.
Una volta però sposato, Mikulicz deve rinunciare al suo incarico di assistente, così la famiglia rimane a Vienna dove Jan inizia a lavorare in una clinica multidisciplinare.

### I primi anni di studio
Dopo essersi laureato in Medicina nel 1875, Jan Mickulicz inizia ad apportare i primi contributi alla Medicina, facendo pratica al General Hospital di Vienna, sotto la guida del chirurgo Theodor Billroth -diventandone assistente dopo tre anni e mezzo, nonché uno dei suoi allievi favoriti-. Billroth lo esorta a compiere studi più approfonditi riguardo ad una condizione patologica che Mikulicz aveva ritenuto essere un tumore. In realtà, dopo analisi microscopiche più accurate, Mikulicz scopre l'esistenza, in un processo infiammatorio cronico, di fagociti contenenti una grande quantità di batteri, da lui rinominati Klebsiella. Successivamente Mikulicz pubblica le sue scoperte che avrebbero profondamente modificato la comprensione di quella specifica patologia..
Billroth, che ama incoraggiare i suoi studenti a compiere ricerche indipendenti, nel 1879 finanzia inoltre parzialmente al ragazzo un viaggio della durata di cinque mesi presso i più grandi centri di chirurgia in Germania, Svizzera, Francia e Gran Bretagna. In questa occasione Jan ha l'opportunità di conoscere i maggiori chirurghi europei, avendo così modo di approfondire la tecnica per il trattamento antisettico delle ferite, precedentemente introdotta da Joseph Lister, il che gli permetterà di avventurarsi in operazioni chirurgiche sempre più complesse.

### I suoi primi incarichi
Nel 1880 Mikulicz diventa professore di chirurgia inizialmente all'Università di Cracovia (1882) e successivamente nell'Università di Königsberg (1887) e infine di Breslavia (dal 1890). È durante questo periodo che si delineano le attività chirurgiche che avrebbe successivamente compiuto per tutta la sua vita: in generale si dedica allo studio dell'endoscopia gastrointestinale e in particolare propone i primi modelli di esofagoscopi e gastroscopi.

### Il periodo di Cracovia (1882-1887)
Sin dal primo momento in cui arriva a Cracovia, Mikulicz deve affrontare una rigida competizione con illustri chirurghi del tempo (Kosìnski, Obalinski, Rydigier) e deve inoltre perfezionare il suo polacco, sebbene già conosca quella lingua: lo fa in un paesino vicino a Cracovia, dove risiede una delle sue sorelle.
Mikulicz trascorre a Cracovia cinque anni molto produttivi. Le condizioni sanitarie degli ospedali polacchi non sono delle migliori: di 50 000 abitanti solo 270 compiono studi o professioni in ambito medico; in ospedale sono presenti solo ventun letti operatori e nell'anno precedente era stata compiuta un'unica procedura intra-addominale. Mikulicz avvia un intero nuovo padiglione e lentamente comincia a farsi conoscere e apprezzare come chirurgo e successivamente come Presidente della Società Medica Scientifica.
Durante questo periodo, egli si concentra sulla chirurgia dei tratti addominali e gastrointestinali: compie circa 200 gastrectomie; è stato uno dei primi a sezionare uno stomaco affetto da cancro, a suturare un'ulcera gastrica perforata (1885) e a fermare chirurgicamente un'emorragia da un'ulcera gastrica. Riesce inoltre a sezionare l'esofago per estrarne un cancro e successivamente sviluppa una procedura per restaurarne la sua continuità (1886); esegue la prima piloroplastica per le stenosi piloriche (procedure poi applicate ad altre strutture tubulari); compie molte operazioni addominali per peritoniti causate da perforazione.
Mikulicz diventa uno dei maggiori difensori di Lister e delle sue tecniche sull'antisepsi, impegnandosi in prima persona a proporre nuove accortezze pratiche da seguire in ospedale e soprattutto in sala operatoria per prevenire qualsiasi tipo di infezione, come nuovi tipi di vestiti, l'introduzione di iodoformio per il trattamento e la preparazione del campo operatorio.
Il periodo speso a Cracovia termina poiché Mikulicz, pur essendo diventato un chirurgo di fama mondiale, si ritrova in una famiglia non integrata nella cultura e nelle tradizioni polacche.

### Il periodo di Königsberg (1887-1890)
Nel 1887 Mikulicz viene nominato Direttore della Clinica e Professore di Chirurgia a Königsberg. La città possiede strutture chirurgiche molto avanzate per quel tempo. La famiglia si integra bene e per Mikulicz è un'occasione per riavvicinarsi ai circoli medici tedeschi.
In questo periodo mette in atto altre tecniche antisettiche, come l'introduzione di mascherine per naso e bocca e obbliga al silenzio durante le operazioni chirurgiche. Sebbene molto contestato, introduce l'uso di guanti di cotone sterili, per prevenire infezioni e per proteggere il chirurgo; introduce l'obbligo di una pulizia accurata per mezzo di sapone o alcol, con i quali si doveva preparare anche la sala operatoria.
I suoi pazienti fanno parte di un'élite, sono ricchi e nobili, il che gli comporta frequenti viaggi a Mosca e San Pietroburgo.
In questo periodo scopre quello che oggi è noto come "disturbo di Mikulicz": un'infiammazione simmetrica delle ghiandole salivari e lacrimali.

### Il periodo di Breslavia (1890-1905)
Mikulicz diventa Professore e Primario di Chirurgia all'Università di Breslavia nel 1890, a quarant'anni: una posizione che mantiene fino alla sua morte. Ancora una volta si trova di fronte ad ospedali universitari privi di accorgimenti igienico-sanitari. Ormai divenuto esperto, comincia nuovamente a introdurre nuove tecniche nel campo della chirurgia addominale, ortopedica e urologica; istituisce laboratori di patologia, di chimica, di batteriologia; avvia documentazioni fotografiche e compie chirurgia sperimentale sugli animali. Successivamente inserisce le specializzazioni di laringoiatria e chirurgia toracica come branche della chirurgia generale.
Così Breslavia diventa ben presto la clinica chirurgica più moderna, più grande e apprezzata al mondo. Lo stesso Billroth rimane entusiasta nel visitarla, così come racconta Mikulicz. L'organizzazione e la rigidità del centro nel seguire le regole non avevano precedenti al mondo.
Mikulicz inizia ad operare anche su scala maggiore, viaggiando molto più frequentemente e introducendo così la chirurgia itinerante, già praticata da William Stewart Halsted e Michael DeBakey.
I quindici anni spesi a Breslavia sono per Mikulicz estremamente produttivi: migliora le procedure della chirurgia addominale proposte in quel periodo, eseguendo la resezione di un segmento distale di un colon affetto da neoplasia maligna, oggi nota come operazione di Paul-Mikulicz o Bloch-Mikulicz; propone una modifica alla gastrectomia parziale e introduce l'utilizzo di una pinza peritoneale per tenere stretto il peritoneo durante la laparotomia per proteggere l'incisione dalla contaminazione e prevenire una retrazione del peritoneo stesso. Successivamente introduce un metodo di resezione del muscolo sternocleidomastoideo nel trattamento del torcicollo miogeno.

### Gli ultimi anni
Mikulicz convince un promettente internista tedesco a partecipare alla fondazione di un periodico interdisciplinare in cui fa emergere il suo approccio fisiologico alla chirurgia: questo gli conferisce un maggior riconoscimento da parte dell'Inghilterra piuttosto che dalla Germania.
Continua fino alla fine della sua carriera a parlare dell'immunizzazione sperimentale contro le infezioni delle ferite.
I suoi numerosi viaggi includono visite negli Stati Uniti, che portarono ad una collaborazione con la clinica di Halsted.
Durante il suo soggiorno a Breslavia, viene offerta a Mikulicz una cattedra in chirurgia a Vienna e Strasburgo, ma egli, ormai maturo e stanco di battaglie di identità, preferisce rimanere a Breslavia per il resto della sua vita. Compra una bellissima casa vicino a Świebodzice che rimane tuttora un tributo a lui dedicato, conosciuta come "La Casa di Mikulicz". Lì egli continua a coltivare la passione per la sua musica e lì vede crescere sempre più la sua fama di chirurgo internazionale. 
Jan Mikulicz muore a Breslavia il 14 giugno 1905, all'età di 55 anni, paradossalmente di cancro allo stomaco, da lui stesso diagnosticato.

## Nuove tecniche mediche e chirurgiche
Mikulicz appartiene alla seconda generazione di chirurghi del diciannovesimo secolo: questo indica che l'anestesia inalatoria era già pienamente sviluppata e utilizzata, ma si trova comunque a discutere sulle diverse tecniche chimiche antisettiche.
La sua chirurgia si può definire "scientifica" per diverse ragioni: poiché, spinto dai progressi di altri Autori in campo batteriologico, egli rese scientifici i concetti di antisepsi e asepsi, fino ad allora empirici.
Crea per primo la nozione di infezione dovuta ad inalazione di patogeni respiratori sospesi in goccioline respiratorie esalate da altri individui già infetti ("infezione per goccioline respiratorie").
Inoltre, Mikulicz incoraggia la chirurgia sperimentale, studia le influenze della temperatura corporea sulla circolazione cerebrale e inventa tavoli operatori riscaldati.
Così come Emil Theodor Kocher, Mikulicz trapianta tessuto tiroideo per correggere le conseguenze metaboliche da tiroidectomia.
Mikulicz è il primo a testare sull'uomo, nel 1904, senza però successo -almeno iniziale-, la camera ipobarica, creata da Ferdinand Sauerbruch al fine di superare la pressione endotoracica negativa e che permise lo sviluppo della chirurgia toracica in Germania. Nel 1881 inventa il primo esofago-gastroscopio elettrico, che avrebbe usato successivamente nel fare le biopsie. Concentra i suoi studi sul canale alimentare, compiendo con successo nel 1886 la prima ricostruzione plastica dell'esofago dopo la resezione della sua porzione cervicale. Introduce l'operazione in due stadi per il cancro del colon che prevedeva l'uso di garze tamponanti per avvolgere le viscere addominali (“Mick pad”). Crea dei drenaggi per assorbire le secrezioni presenti nelle cavità delle ferite grandi e profonde.

## Curiosità
- Ciò che oggi viene indicato con il termine "disturbo di Mikulicz" rappresenta la sindrome dell'infiammazione simmetrica delle ghiandole salivari e lacrimali.
- Billroth e Mikulicz, essendo entrambi grandi appassionati di musica, si esibivano spesso in duetti a quattro mani e molti brani del musicista Brahms, ancora inediti, furono prima eseguiti in presenza di Billroth.

## Opera principale
- Über Gastroskopie und Oespohagoskopie Zentralblatt für Chirurgie. 1881.